# Đại học Johns Hopkins
Đại học Johns Hopkins (Johns Hopkins University, thường được gọi là Johns Hopkins, JHU, hoặc chỉ đơn giản là Hopkins), là một viện đại học nghiên cứu tư thục ở Baltimore, Maryland, Hoa Kỳ. Đại học Johns Hopkins có các cơ sở ở Maryland, Washington, D.C., Ý, Trung Quốc, và Singapore.
Đại học Johns Hopkins được thành lập ngày 22 tháng 1 năm 1876 và được mang tên ân nhân của trường là nhà hảo tâm Johns Hopkins. Daniel Coit Gilman là hiệu trưởng đầu tiên của trường từ ngày 22 tháng 2 năm 1876.
Đại học Johns Hopkins đi tiên phong trong khái niệm của viện đại học nghiên cứu hiện đại tại Hoa Kỳ và đã được xếp hạng trong top các trường và viện đại học của thế giới như vậy trong suốt lịch sử của nó. Quỹ Khoa học Quốc gia đã xếp hạng Johns Hopkins là một trong số các trường và viện đại học hàng đầu tại Mỹ về tổng chi phí nghiên cứu và phát triển ở các lĩnh vực khoa học, y tế và kỹ thuật trong 31 năm liên tiếp. Năm 2011, 36 người giành giải Nobel có mối liên hệ với Johns Hopkins, và nghiên cứu của trường đại học là một trong những nguồn được trích dẫn hàng đầu thế giới.